# Enio Antônio Marques Pereira
Enio Antônio Marques Pereira (São Paulo, 1947) é um político brasileiro.
Foi ministro interino da Agricultura e Abastecimento, de 12 a 15 de outubro de 1997, no governo de Fernando Henrique Cardoso.